# Malavicina
Malavicina è un album discografico di Mario Merola.

## Tracce
1. Chella d'e Rrose – 3:21
2. Uocchie 'e brillante – 3:08
3. Scurriato Schiocca – 3:01
4. Vocca 'e Rose – 3:41
5. Marenarella – 3:09
6. Vulesse Addiventà – 3:19
7. Malavicina – 2:45
8. Piscaturella – 3:21
9. Angelarò – 3:02
10. 'O Lupo – 3:53